# Patrick Wachel
Patrick Wachel (Ukkel, 10 november 1953) is een Belgisch voetbalcoach en voormalig voetballer.

## Carrière
Na een bescheiden carrière bij clubs uit de lagere divisies van het Belgisch voetbal ging Patrick Wachel aan de slag als voetbalcoach. Hij begon bij KSV Schriek en werd later bij tweedeklasser STVV de assistent van Albert Bers. Nadien werkte hij verschillende jaren als trainer voor de nationale jeugdploegen (U14, U15, U16, U17).
In 2001 ondertekende hij bij RSC Anderlecht een driejarig contract als assistent van jeugdscout Jean Dockx. Hij was bij de club ook trainer van het elftal onder 16 jaar. Als trainer van de U16 werkte hij samen met latere profvoetballers als Vincent Kompany en Jamaïque Vandamme. Na drie maanden verliet hij de Brusselse club om bij La Louvière aan de slag te gaan.
In 2001 werd hij bij eersteklasser La Louvière de assistent van Ariël Jacobs. Wachel had met Jacobs samengespeeld bij Diegem Sport en de twee hadden ook samen voor de Belgische voetbalbond gewerkt. In 2003 veroverde het duo met La Louvière de Beker van België. In 2004 verlieten Jacobs en Wachel de club. Jacobs ging werd technisch directeur bij KRC Genk, terwijl Wachel zelf hoofdcoach werd van tweedeklasser AFC Tubize. Nog voor het einde van het kalenderjaar werd hij er ontslagen.
In 2005 keerde hij terug naar de hoogste afdeling om bij FC Brussels de assistent te worden van de Fransman Albert Cartier. Na enkele seizoenen kreeg hij binnen de Brusselse club de functie van technisch directeur. In de loop van het seizoen 2008/09 zat hij dertien wedstrijden op de bank als interim-hoofdcoach. Een seizoen later werd hij verantwoordelijk voor de B-ploeg van FC Brussels. Nadien koos hij voor een buitenlands avontuur en werd hij trainer bij het Ivoriaanse SOA Abidjan. Door de burgeroorlog keerde hij al snel terug naar België.
In oktober 2011 werd Wachel de nieuwe trainer van het dameselftal van Standard Luik. In zijn debuutseizoen kroonde Wachel zich meteen tot landskampioen, dit was trouwens het laatste seizoen waarin de Eerste klasse het hoogste niveau was in België. Tijdens de drie seizoenen waarin Standard deelnam aan de Women's BeNe League (2012-2015) was Standard driemaal op rij de Belgische kampioen, in het seizoen 2014/15 won Standard zelfs de gehele Women's BeNe League. In 2016 won Standard ook de eerste editie van de gloednieuwe Super League. Na afloop van het seizoen 2015/16 stapte Wachel over naar het damesteam van RSC Anderlecht. Onder leiding van Wachel won Standard vijfmaal landstitels, één keer de Women's BeNe League en tweemaal de Beker van België (2011/12 en 2013/14).
Wachel loodste Anderlecht in zijn debuutseizoen meteen naar een eerste landstitel in twintig jaar. Daarmee zette hij de toon, want ook in de drie daaropvolgende seizoenen kroonde Anderlecht zich onder Wachel tot landskampioen. De landstitel van 2021 was de laatste onder leiding van Wachel, die daarvoor al had laten weten dat hij na afloop van het seizoen zou vertrekken bij de club.
In januari 2024 ging Wachel aan de slag als sportief directeur van RAS Jodoigne. Nauwelijks drie maanden later gooide hij de handdoek in de ring. Op 1 maart 2025 trad hij in alle stilte toe tot de technische staf van Sébastien Pocognoli bij Union Sint-Gillis.

## Palmares
Als assistent-trainer van La Louvière
- Beker van België (1): 2002/03

Als trainer van Standard Luik (vrouwen)
- BeNe League (1): 2014/15
- Landskampioen van België (5): 2011/12, 2012/13, 2013/14, 2014/15, 2015/16
- Beker van België (2): 2011/12, 2013/14
- Belgische Supercup (1): 2012
- BeNe Supercup (1): 2012

Als trainer van RSC Anderlecht (vrouwen)
- Landskampioen van België (4): 2017/18, 2018/19, 2019/20, 2021/22

Als assistent-trainer van Union Sint-Gillis
- Landskampioen van België (1): 2024/25